# 約翰·諾伯
約翰·諾伯（John Noble，1948年8月20日—）是澳大利亞的一位電影和電視演員。他最著名的作品是在彼得·傑克遜執導的電影《魔戒》系列裡飾演迪耐瑟二世，以及美國福斯廣播公司科幻電視劇《危機邊緣》中飾演Dr Walter Bishop角色。他現在和家人居住在美國。

## 外部連結
- 約翰·諾伯在互联网电影资料库（IMDb）上的資料（英文）